# Rabida

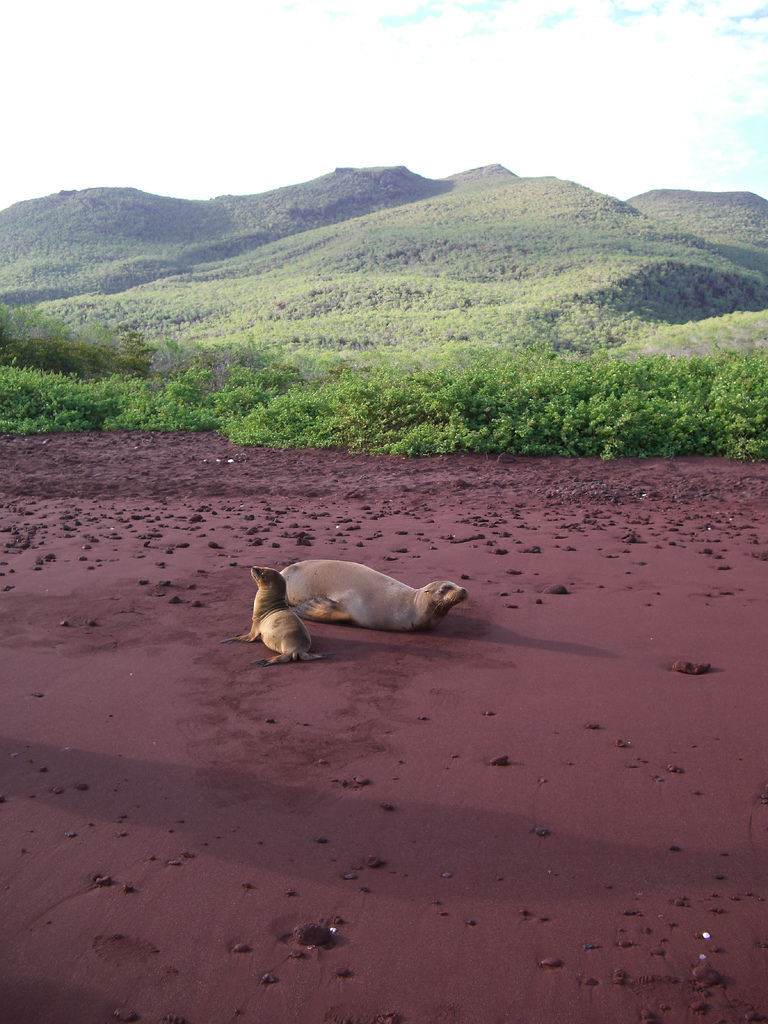
Galapagoszeeleeuw op het strand

Rabida (ook wel Isla Rábida) is een van de kleinere Galapagoseilanden; het ligt dicht onder (ten zuiden van) het eiland Santiago, midden in de archipel. Het is door Christoffel Columbus genoemd naar het klooster waar hij zijn zoon had ondergebracht tijdens zijn zeereizen. Het eiland is vulkanisch, verder is het erg droog, met steile hellingen en de lava is door een hoog ijzergehalte rood gekleurd.
Rabida wordt door toeristen via het strand aan de noordkust bezocht vanwaaruit een wandeling kan worden gemaakt. Rond het eiland zijn diverse plaatsen voor duiktoerisme. Er is een rijk dierenleven en er is een bijzondere vegetatie.

## Nadere beschrijving
Het eiland is begroeid met struikgewas, Palo Santobomen (Bursera graveolens) en schijfcactussen. Invasieve soorten als bruine rat en geit vormen of vormden een groot ecologisch probleem voor het eiland. In de jaren 1970 is na een paar mislukte pogingen het eiland vrij van geiten. Hierdoor kan de bijzondere vegetatie, waaronder een ernstig bedreigde endemische soort plant (Galvezia leucantha, uit de weegbreefamilie, Plantaginaceae) behouden blijven. Sinds 2007 lopen er projecten om invasieve knaagdieren zoals ratten te verwijderen. Deze hebben een schadelijke invloed op de overleving van vogels, inheemse planten en reptielen.
Dicht bij het strand is een zoutwaterlagune waar Amerikaanse flamingos, steltkluten en bahamapijlstaarten gezien kunnen worden. Verder zijn er andere op het land levende vogels zoals de darwinvinken, galapagostreurduif en de inheemse ondersoorten van de mangrovezanger (Setophaga petechia aureola) en de kleine galapagosspotlijster (Mimus parvulus personatus).